# 가천의과학대학교
가천의과학대학교(嘉泉醫科學大學校)는 인천광역시 연수구와 강화군에 있는 사립 대학이었다. 경원대학교와 통합하여 2012년 가천대학교(嘉泉大學校)가 출범하였다. 2012년 폐교 이후 14년만이다.

## 연혁

### 가천의과대학
- 1998년 3월 : 가천의과대학 개교
- 1999년 3월 : 가천의과대학교로 교명변경
- 2005년 10월 : 가천길대학과 가천의과학대학간 통합 승인[1]

### 가천의과학대학교
- 2006년 3월 : 가천의과학대학교 개교

### 가천대학교 메디컬캠퍼스
- 2009년 : 경원대학교와의 통합을 위해 경원학원과 가천학원 통합을 승인, 가천경원학원으로 법인변경
- 2012년 3월 : 2011년 7월 경원대학교와 통합을 승인하여 가천의과학대학교는 가천대학교 메디컬캠퍼스, 강화캠퍼스로, 경원대학교는 글로벌캠퍼스(성남)로 이원화되어 운영된다.[2] 이는 국내 최초의 사립 4년제의 통합이었으며 국내 최대 규모의 통합사례이다. 통합과 함께 입학정원 4500명, 재학생20,000명의 초대형대학으로 거듭나게되며 대학본부는 글로벌캠퍼스에 신축되는 지성관에 설치되었다. (1998년 당시 가천의대를 설립했던 가천길재단이 경원대학교를 인수하고 이길여회장이 총장으로 부임함)